# گابور ای. سومورجای
گابور ای. سومورجای (انگلیسی: Gábor A. Somorjai؛ زاده ۴ مهٔ ۱۹۳۵) یک شیمی‌دان اهل ایالات متحده آمریکا است.